# Цестице
Цестице (слч. Cestice, мађ. Szeszta) насељено је мјесто са административним статусом сеоске општине (слч. obec) у округу Кошице-околина, у Кошичком крају, Словачка Република.

## Географија
Насеље се налази око 19 км југозападно од Кошица и око 9 км сјеверно од границе са Мађарском.

## Становништво
| Година:    | 1994. | 2004.   | 2014.   | 2024.   |
| ---------- | ----- | ------- | ------- | ------- |
| Број људи: | 752   | 795     | 848     | 853     |
| Разлика:   |       | +5,71 % | +6,66 % | +0,58 % |

| Година:    | 2023. | 2024.   |
| ---------- | ----- | ------- |
| Број људи: | 834   | 853     |
| Разлика:   |       | +2,27 % |

Према подацима о броју становника из 2011. године насеље је имало 822 становника.

## Галерија
- Гркокатоличака црква
- Римокатоличка црква